# Iris albicans
Iris albicans là một loài thực vật có hoa trong chi Diên vĩ. Loài này được Lange miêu tả khoa học đầu tiên năm 1861. Iris albicans được trồng trên các ngôi mộ ở các vùng Hồi giáo và mọc ở nhiều quốc gia trên khắp Trung Đông và Bắc Phi.